# Đảo Battleship (Washington)
Đảo Battleship có tổng diện tích 3 mẫu Anh (12.000 m²), đảo nằm ngoài khơi phía Tây Bắc của đảo Henry, thuộc quần đảo San Juan. Toàn bộ hòn đảo là một khu bảo tồn chim thuộc tiểu bang Washington. Hòn đảo được đặt tên theo hình dạng của đảo, hòn đảo có hình dáng giống một con thuyền, cây trên đảo được mô tả như những cột bườm, đặc biệt là nhìn đảo từ phía Đông hay phía Tây.